# Takahiro Kawai

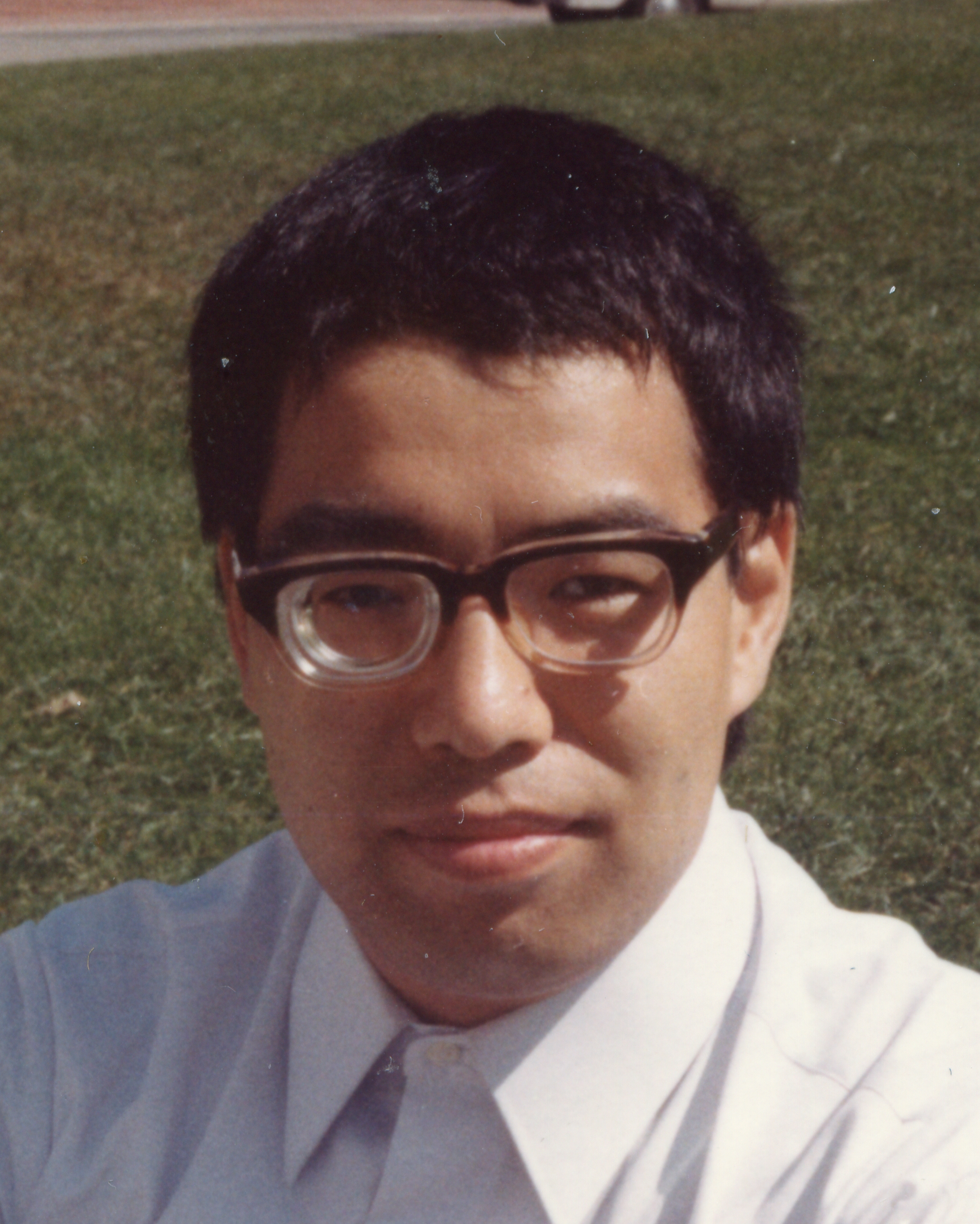
Takahiro Kawai

Takahiro Kawai (jap. 河合 隆裕, Kawai Takahiro; * 1945 in Tsushima) ist ein japanischer Mathematiker, der sich mit Mikrolokaler Analysis befasst. Er ist Professor am Research Institute for Mathematical Sciences (RIMS) an der Universität Kyōto.

## Leben
Kawai ist ein Schüler von Mikio Satō an der Universität Tokio und war mit Masaki Kashiwara nach 1968 ein wesentlicher Mitarbeiter von Satō bei der Ausarbeitung von dessen Theorien zur mikrolokalen Analysis (in der Sato-Schule Algebraische Analysis genannt). Er war Assistent von Satō am RIMS, wurde 1973 in Kyoto bei Satō promoviert (On the global existence of real analytic solutions of linear differential equations) und später dort Professor.
1977/78 war er am Institute for Advanced Study in Princeton und organisierte mit Kashiwara ein Seminar über mikrolokale Analysis.
Er studierte die mikrolokale Analysis von linearen Differentialgleichungen und S-Matrizen in der Quantenfeldtheorie (einschließlich Infrarot-Singularitäten) und die exakte WKB-Näherung von Lösungen linearer und nichtlinearer Differentialgleichungen. Mit T. Aoki und Y. Takei untersuchte er die Singularitäten der Boreltransformation von WKB-Lösungen im Rahmen der mikrolokalen Analysis und führte das Konzept des virtuellen Wendepunkts ein.
1977 erhielt er den Iyanaga-Preis der Japanischen Mathematischen Gesellschaft.

## Schriften
- mit Sato, Kashiwara: Microfunctions and pseudodifferential equations. In: Komatsu (Hrsg.): Hyperfunctions and pseudodifferential equations. Proceedings Katata 1971, Springer-Verlag, Lecture Notes in Mathematics Bd. 287, 1973, S. 265–529.
- mit Kashiwara, Tatsuo Kimura: Foundations of algebraic analysis, Princeton 1986
- Microlocal analysis and asymptotic analysis, Kyoto: RIMS 2004
- Herausgeber mit Keiko Fujita: Microlocal analysis and complex Fourier analysis, World Scientific 2002
- mit Victor Guillemin, Kashiwara: Seminar on micro-local analysis, Annals of Mathematical Studies, Princeton University Press 1979
- mit Kashiwara, Henry Stapp: Micro-analyticity of the S-matrix and related functions, Comm. Math. Phys., Band 66, 1979, S. 95–130, Project Euclid
- mit T. Aoki, Y. Takei: The Bender-Wu analysis and the Voros theory. Proc. Special Functions, Springer, 1991, S. 1–29, Teil 2 in Advanced Studies in Pure Mathematics 54, Mathematical Society of Japan, Tokio 2009, S. 19–94
- mit Aoki, Takei: On the exact steepest descent method: a new method for the description of Stokes curves, J. Math. Phys. 42, 2001, 3691–3713
- mit Aoki, Takei: New turning points in the exact WKB-analysis of higher order differential equations, in: Analyse algèbrique des perturbations singulières I, Paris: Hermann 1994, S. 69–84
- mit Aoki, Takei, T. Koike: On the exact WKB-analysis of operators admitting infinitely many phases, Adv. Math. 181, 2004, 165–189
- mit Aoki, Takei, S. Sasaki, A. Shudo: Virtual turning points and bifurcation of Stokes curves, J. Phys. A, 38, 2005, 3317–3336